# Dieynaba Diallo (wushu)
Pour les articles homonymes, voir Dieynaba Diallo.
Dieynaba Diallo, née vers 1998 à Diamniadio, est une pratiquante de wushu sénégalaise.

## Carrière
Dieynaba Diallo participe aux Championnats d'Afrique de wushu 2019 se déroulant à Thiès, obtenant la médaille d'or dans la catégorie des moins de 52 kg.